# Wikariat apostolski Savannakhet
Wikariat apostolski Savannakhet – rzymskokatolicka diecezja w Laosie. Podlega bezpośrednio pod Stolicę Apostolską. Powstał w 1893 jako prefektura apostolska Laosu. W 1950 przemianowany na prefekturę Thakhek. Promowany do rangi wikariatu w 1958. Pod obecną nazwą od 1963.

## Biskupi
Prefekci apostolscy  Thakhek:
- Jean Arnaud, 1950–1958

Wikariusze apostolscy  Thakhek:
- Jean Arnaud MEP, 1958–1963

Wikariusze apostolscy  Savannakhet:
- Jean Arnaud MEP, 1950–1969
- Pierre Bach MEP, 1971–1975
- Jean-Baptiste Outhay Thepmany, 1975–1997
- Jean Sommeng Vorachak, 1997–2009
- Jean Marie Prida Inthirath, od 2010